# John Mannion (Politiker, 1907)
John Mannion senior (* 4. Juni 1907 im Clifden, County Galway, Irland; † 10. September 1978) war ein irischer Politiker der Fine Gael. Er war von 1951 bis 1954 Teachta Dála (Abgeordneter) im Dáil Éireann, dem Unterhaus, sowie von 1954 bis 1957 und von 1961 bis 1969 Mitglied des Seanad Éireann, des Oberhauses des irischen Parlaments (Oireachtas).

## Biografie
Mannion war Landwirt. Er wurde erstmals bei den Wahlen 1951 im Wahlkreis Galway West in den Dáil gewählt. Diesen Sitz verlor er bei den Wahlen 1954 wieder. Er wurde dann über die Landwirtschaftsliste in den Seanad gewählt. Ohne Erfolg blieb er bei den Wahlen 1957, 1965 und 1969 für den Einzug in den Dáil. 1961 und 1965 zog er aber jeweils wieder über die Landwirtschaftsliste in den Seanad ein. 
Sein Sohn John Mannion war ebenfalls Abgeordneter und Senator.

## Quelle
- Eintrag auf der Homepage des Oireachtas